# フー・ケアズ
「フー・ケアズ」（Who Cares）は、ポール・マッカートニーの楽曲で、2018年9月7日に発売されたアルバム『エジプト・ステーション』収録曲。12月17日に同アルバムからの第3弾シングルとしてリリースされた。

## 概要
ポールは、本作について「僕がイメージしていたのは、この曲を聴いてくれている若いファンをはじめとした若者たち。彼らは日々、何かしらの問題を抱えて生きている。今の時代でいえばネットにおける中傷や荒らし行為に当たるかな。僕の学生時代は、単に苛めたりからかったりという感じだったけれど、今でも世界中でたくさんの若い子たちが他の誰かから苛められたりしている。僕にできるのは、彼を助けるために助言すること。だから僕は『誰かに苛められてうんざりしてない？陰口を叩かれたりしたことはない？もしそうだとしても、誰がそんなことを気にするんだい？！』と歌っているんだ。」とコメントしている。
本作は、ロサンゼルスのヘンソン・レコーディング・スタジオで録音された。レコーディング・エンジニアは、グレッグ・カースティンとジュリアン・バーグ、アレックス・パスコ、スティーヴ・オーチャードが担当した。

## リリース
本作は、9月6日に発売されたアルバム『エジプト・ステーション』に収録された。
2018年12月18日には、アルバムからの第3弾シングルとしてリリースされ、同日にはミュージック・ビデオが公開された。ミュージック・ビデオには、エマ・ストーンが出演しており、患者としてエマがポールが演じる精神科医兼気象学者のもとを訪れ、白と黒のイラストで構成された世界で、カラフルなアイメイクに橙色のウィッグをつけたエマが、ポールと共にパントマイムしている人々から逃げまわるという内容になっている。
本作のミュージック・ビデオは、チャリティ団体である「クリエイティヴ・ヴィジョンズ」やサブストラクティヴ、Facebook, Inc.など多数の企業の協力のもとで制作された作品で、「#フー・ケアーズ・アイ・ドゥ」と題されたキャンペーンも設立されている。

## パーソネル
- ポール・マッカートニー - リード・ボーカル、バッキング・ボーカル、アコースティック・ギター、ベース、アシスタント・プロデューサー[10]

外部ミュージシャン
- グレッグ・カースティン（英語版） - プロデューサー、エンジニア、編曲
- ポール・ウィッケンズ（英語版） - キーボード
- エイブ・ラボリエル・ジュニア（英語版） - ドラムス、バッキング・ボーカル
- ラスティ・アンダーソン（英語版） - エレクトリック・ギター、バッキング・ボーカル
- ブライアン・レイ（英語版） - エレクトリック・ギター、バッキング・ボーカル
- スパイク・ステント（英語版） - ミキシング
- スティーブ・オーチャード、モーリシオ・チェルソーシモ、アル・シュミット（英語版）、ビリー・ブッシュ（英語版）、リッチ・リッチ、アレックス・パスコ - エンジニア